# Krosno
Krosno is een stad in het Poolse woiwodschap Subkarpaten. Het is een stadsdistrict. De oppervlakte bedraagt 43,48 km², het inwonertal 46.695 (2016). 

## Geschiedenis
De stad was in de middeleeuwen ommuurd en had waterleidingen en rioleringen. Het was na Krakau en Lwów de derde Poolse stad met deze voorzieningen. Archeologisch onderzoek heeft uitgewezen dat deze leidingen al in de helft van de 14e eeuw aanwezig waren en gebruikt werd tot het begin van de 19e eeuw.

## Verkeer en vervoer
- Station Krosno
- Station Krosno Miasto
- Station Krosno Polanka
- Station Krosno Turaszówka

## Geboren
- Władysław Gomułka (1905-1982), politicus
- Paweł Zygmunt (1972), schaatser